# Mont Tarō
Le mont Tarō (太郎山, Tarō-san) est une montagne du Japon située dans la préfecture de Tochigi.

## Toponymie
En japonais, le mot Tarō (太郎) désigne l'aîné des garçons d'une famille et est un prénom courant de garçon. Avec les monts Nantai et Nyohō voisins, le mont Tarō formerait une famille de divinités du shintō dont il serait le fils, d'où son nom,.

## Géographie

### Situation
| \| Mont Nantai Mont Tarō Mont Nyohō Mont Nikkō-Shirane Lac Chūzenji Nikkō Rivière Daiya \| Le mont Tarō dans les monts Nikkō. |
| Mont Nantai Mont Tarō Mont Nyohō Mont Nikkō-Shirane Lac Chūzenji Nikkō Rivière Daiya                                          |

Le mont Tarō est situé sur l'île de Honshū, dans la ville de Nikkō (préfecture de Tochigi), au Japon. Environ 120 km au nord de l'agglomération de Tokyo, il est un des sommets des monts Nikkō, un complexe volcanique dominé par le mont Nikkō-Shirane, à 2 578 m d'altitude.
Ce volcan du Pléistocène se dresse à 7,5 km au nord du lac Chūzenji, dans le parc national de Nikkō.

### Topographie
Le mont Tarō est constitué d'un empilement de coulées de lave, de son sommet jusqu'à sa base. Son sommet est composé d'un cratère d'environ 350 m de diamètre et de deux dômes de lave : les pics Kotarō d'environ 30 m de haut (2 328 m) et Tarō, d'environ 60 m de haut, point culminant du volcan à 2 368 m d'altitude.

### Climat
Le climat du mont Tarō correspond à celui d'Oku-Nikkō, la partie sud-ouest de la ville de Nikkō. Il est du type continental humide. La température annuelle moyenne est d'environ 7 °C et les précipitations annuelles sont de 2 169 mm. L'hiver le mercure peut descendre jusqu'à −9 °C et grimper jusqu'à 23 °C en été.
En hiver, un vent froid et humide venu de Sibérie, via la mer du Japon, apporte de la neige sur les sommets des monts Nikkō.
| Mois                                | jan.  | fév.  | mars  | avril | mai   | juin  | jui.  | août  | sep.  | oct.  | nov.  | déc.  | année   |
| ----------------------------------- | ----- | ----- | ----- | ----- | ----- | ----- | ----- | ----- | ----- | ----- | ----- | ----- | ------- |
| Température minimale moyenne (°C)   | −8,1  | −8,8  | −5,1  | 0,1   | 5,1   | 10,1  | 14,4  | 15,3  | 11,6  | 5,1   | −0,2  | −5    | 2,9     |
| Température moyenne (°C)            | −4,1  | −3,9  | −0,7  | 5     | 9,9   | 13,7  | 17,7  | 18,7  | 14,9  | 9,1   | 4     | −1    | 6,9     |
| Température maximale moyenne (°C)   | −0,4  | 0     | 3,6   | 10    | 14,8  | 17,7  | 21,6  | 22,6  | 18,6  | 13,2  | 8,2   | −2,9  | 10,3    |
| Ensoleillement (h)                  | 170,2 | 162,1 | 188,1 | 185,9 | 167,8 | 107   | 108,3 | 128,3 | 100,4 | 128,9 | 152,7 | 164,7 | 1 764,4 |
| Précipitations (mm)                 | 52,3  | 58,8  | 109,4 | 157,8 | 174,6 | 220,9 | 277   | 394,2 | 363,2 | 201,8 | 107,6 | 51,4  | 2 169   |
| dont neige (cm)                     | 114   | 124   | 113   | 23    | 0     | 0     | 0     | 0     | 0     | 1     | 12    | 62    | 449     |
| Nombre de jours avec précipitations | 15    | 15    | 19    | 16    | 16    | 20    | 23    | 20    | 22    | 15    | 11    | 10    | 202     |
| Humidité relative (%)               | 65    | 65    | 66    | 68    | 75    | 85    | 87    | 87    | 87    | 80    | 71    | 66    | 75      |
| Nombre de jours avec neige          | 25,1  | 21,8  | 29,9  | 6,8   | 0,8   | 0     | 0     | 0     | 0     | 0,6   | 6,5   | 20    | 101,5   |
| Nombre de jours avec brouillard     | 2,8   | 4,8   | 5,8   | 9,4   | 12,9  | 14,7  | 17,6  | 15,3  | 14,9  | 11,4  | 6,6   | 4,3   | 120,3   |

| Diagramme climatique                                  |           |              |            |              |               |             |               |               |              |              |            |
| J                                                     | F         | M            | A          | M            | J             | J           | A             | S             | O            | N            | D          |
| −0,4−8,152,3                                          | 0−8,858,8 | 3,6−5,1109,4 | 100,1157,8 | 14,85,1174,6 | 17,710,1220,9 | 21,614,4277 | 22,615,3394,2 | 18,611,6363,2 | 13,25,1201,8 | 8,2−0,2107,6 | −2,9−551,4 |
| Moyennes : • Temp. maxi et mini °C • Précipitation mm |           |              |            |              |               |             |               |               |              |              |            |

## Activités

### Randonnées
Trois sentiers de randonnée permettent l'ascension du mont Tarō. L'un débute au pied du versant ouest du mont Sannōbōshi, un volcan qui émerge sur le contrefort ouest du mont Tarō. Au col Sannō, à l'altitude de 1 725 m, un sentier tracé dans une forêt de mélèzes du Japon et de bambous mène au sommet du mont Sannōbōshi (2 077 m). De là, un chemin de crête permet d'accéder au pic Kotarō puis au sommet du mont Tarō par sa face nord-ouest.
Le deuxième sentier commence près du marais Kōtoku, 5 km au nord du lac Chūzenji, emprunte un couloir rocheux, produit d'un éboulement entre les deux volcans Sannōbōshi et Tarō, et aboutit au carrefour Hagatatenagi situé sur le chemin de crète reliant le mont Sannōbōshi au pic Kotarō à l'altitude de 2 037 m.
L'ascension du mont Tarō s'effectue aussi par son versant sud-est via un parcours de randonnée qui s'ouvre en bordure de la route forestière Shitsu, environ 4 km au nord du mont Nantai, et conduit directement au sommet du volcan.